# Mela Muter
Mela Muter, pseudonyme de Maria Melania Klingsland, née le 26 avril 1876 à Varsovie en Pologne, et morte le 14 mai 1967 à Paris, est une artiste-peintre française d'origine polonaise.

## Biographie
Marie Mela Muter naît Klingsland le 26 avril 1876 à Varsovie.
Mela Muter grandit dans une famille aisée et cultivée de Varsovie. Son frère, Zygmunt Klingsland, deviendra un diplomate polonais à Paris et un critique littéraire apprécié en Pologne.
En 1899, elle épouse Michal Muttermilch, écrivain, critique et militant socialiste polonais. En 1901, après une année de cours dans une école de dessin pour femmes de J. Kotarbinski, elle arrive avec son mari à Paris et s’inscrit à l'Académie Colarossi puis à l'Académie de la Grande Chaumière, décidé à devenir une peintre professionnelle.
Elle expose dès 1902 à Varsovie à la Société pour la promotion des beaux-arts, et à Paris au Salon des beaux-arts, puis au Salon des indépendants, au Salon d'automne et au Salon des Tuileries. Elle y est ensuite présente régulièrement et devient un membre important du mouvement artistique appelé l'École de Paris.
Elle s'installe à Paris en 1902, où elle fait toutes ses études artistiques. Elle expose en 1902 et 1903 à la Société nationale des Beaux-Arts et à partir de 1909 au Salon des Indépendants. Elle étudie à l'Académie Colarossi. Elle est membre du jury du Salon d'Automne.
Elle est remarquée par le marchand d'art Ambroise Vollard. Influencée initialement par le symbolisme, elle évolue ensuite vers l'expressionnisme, mais elle reste durant tout son parcours à l'écart des modes et des tendances. Elle voyage en Espagne, mais aussi en Bretagne, en particulier à Concarneau, Audierne, Douarnenez et Pont-Aven. En 1914, le début de la Première Guerre mondiale la fait s'installer à Concarneau. « Concarneau paisible, loin de l'angoisse parisienne, comme hors du danger mais mon cœur était lourd », écrit-elle.
Entre 1917 et 1920, Mela Muter devient la compagne de l'écrivain Raymond Lefebvre, militant pacifiste socialiste révolutionnaire, partisan de la IIIe internationale communiste. La relation avec Raymond Lefebvre provoque son divorce religieux avec Michal Muttermilch en 1919. Mais Raymond Lefebvre meurt en 1920 au large de la Mer de Barents en revenant du IIe Congrès du Komintern avec Jules Lepetit et Marcel Vergeat.
Elle expose à de multiples reprises à Paris avant la guerre et dans l'entre-deux guerres. En 1921, elle est invitée à faire partie du jury du Salon d'automne. Elle est aussi en contact avec des écrivains tels que Henri Barbusse et Romain Rolland, ou l'architecte Auguste Perret, à qui elle commande la construction d'une villa atelier située Allée Maintenon à Paris), les compositeurs Maurice Raval et Erik Satie. Elle se lie d'une forte amitié avec Rainer Maria Rilke. Elle se fait aussi naturaliser française en 1927.
Elle participe aux expositions de groupe organisées par la Société des Femmes Artistes Modernes (FAM), créée en 1931 par Marie-Anne Camax-Zoegger. Elle est présente sur la liste des artistes de l'exposition de 1935 à la Galerie Bernheim-Jeune.
À l'étranger, elle fait de grandes expositions à Barcelone, en Allemagne, et à Washington au Carnegie Institute. Elle est reconnue particulièrement comme portraitiste. Frances Hodgkins retient celui de Roger Fry en 1922. Elle brosse notamment le portrait de ses amis : Clemenceau, Ravel, Satie, ainsi que de Rainer Maria Rilke.
Pendant la Seconde Guerre mondiale, bien que convertie au catholicisme et naturalisée, elle se sent menacée du fait de ses origines et de ses idées politiques. Elle quitte Paris pour Avignon et y enseigne le dessin, l'histoire de l'art et la littérature. Elle reçoit des autorités de la ville un petit appartement. Après la guerre, elle a des problèmes de vue, qui s'améliorent après une opération de la cataracte en 1965, ce qui lui permet de retravailler la peinture. Elle meurt dans son atelier le 14 mai 1967. Elle est inhumée au cimetière parisien de Bagneux, dans la 94e division.

## Expositions
D'après Tériade, elle expose une « bonne série de paysages pyrénéens et provençaux qui marqueront parmi les plus importantes de ses œuvres ». Elle expose aussi des natures mortes.
- 1932, 1933, 1934, 1935, 1936, Femmes Artistes Modernes, Théâtre Pigalle, puis, Maison de France, puis, galerie Bernheim-Jeune[17].
- Mars 1936, Paris, galerie Bernheim, Œuvres de femmes - Hermine David, Adrienne Jouclard, Marie Laurencin, Marthe Lebasque, Mela Muter, Suzanne Valadon[18].
- 1938, Paris, Petit Palais, avec Bessie Davidson, Philippe Besnard, Kees van Dongen.
- 2004, Quimper, musée départemental breton, Peintres polonais en Bretagne.
- 2021, Paris, MAHJ, Chagall, Modigliani, Soutine... Paris pour École[19]
- 2022, Paris, Musée du Luxembourg, Pionnières. Artistes dans le Paris des années folles[20].
- 2022, Collioure, Musée d'art moderne de Collioure, Collioure. Une Babel des arts, 2022[21].
- 2023, Paris, Petit Palais, Le Paris de la Modernité[22].